# María Micaela G. de Molina
María Micaela G. de Molina, también conocida como «la Mayor» (fallecida en Madrid en 1914), fue una noble castellano-andaluza.
Fue señora de la Casa de Molina-Buenavista y otras muchas propiedades en Córdoba, Granada, Ronda, Motril y otras numerosas pequeñas propiedades. 

## Ascendencia Primitiva
La Casa de Buenavista puede tener su origen, según apunta Luis de Salazar y Castro, opinión compartida por Salvador de Moxó y de Montoliu, en la casa de Molina, José Rodríguez Molina, hijo del hijo segundón de Juan Rodríguez Enriquez regidor de Salamanca en 1473, que acudió a la conquista de Granada con la gente de la villa de Salamanca en llamamiento de su rey. Un hijo de José Rodríguez Molina, Antonio Josefinez de Molina, vendió una heredad en Salobreña en 1519 y en el documento se declara hijo de D. José Rodríguez Molina. Sin embargo, el medievalista Carlos Estepa Díez opina que, habiendo otros coetáneos del citado otros también llevaron esta denominación toponímica, por lo que parece que el linaje fuese más amplio y una rama menor de la Casa de Molina y que aunque hubo emparentamiento entre ambos linajes, el «de Molina» pudo venir por la madre de José Rodríguez Molina, quien a su vez, por razones cronológicas había pasado el apellido del linaje posiblemente de su madre o abuela que ante la falta de varón recuperaron la rama de este línaje a imitación de muchas otras casas nobles, por alguna heredad, siendo la rama que nos trae a los Señores de Buenavista amplio mayorazgo hasta su disolución. 

## Matrimonios y descendencia
Existe un excepcional documento fechado el 29 de marzo de 1888 que nos proporciona una idea de sus cuantiosas propiedades y derechos, así como datos sobre su  matrimonio y descendencia. Se trata de la partición de los bienes que quedaron por fallecimiento de sus padres los señores de Buenavista, quedando ella entre sus herederos.
Según este documento, se casó en 1878 y tuvo la siguiente sucesión con el empresario Don Francisco de P. y Rodríguez de Vidal, señor de muchos heredamientos en Ronda, fue madre de:
- María del Pilar, impedida visual en 1879.
- María Antonia (1882), madre de entre otros de Miguel Ángel Arteaga.
- Francisco Javier (1884), señor de Villagarcía, con descendencia.

## Partición de sus bienes
Excluyendo a María Pilar que necesitó toda su vida de tutela, la partición fue la siguiente:
```
   Manuel G. Molina, señor de los Nueve Prados, fue caballero militar c. 1852. Se destacó en la 
Batalla de Montejurra
, donde cuenta la leyenda que mató al que llevaba la bandera enemiga que había robado una enseña liberal con el Ave María, recuperándola y colocándola junto a su cuerpo. De esta forma pasó a ser el nuevo emblema familiar. Recibió en la partición bienes y derechos en Granada como en la villa de Tudasca, 2/5 partes de la aldea de Barcarola y unas compras realizadas por su padre en 
Cádiz
. Otorgó un documento el 9 de octubre de 1909. La gente de rebelión lo mandó a matar en San Fernando donde tenía una quinta. Tras su muerte en 1921, sus testamentarios vendieron todos sus heredamientos. Excepto una noble villa en 
Algeciras
 que su heredera quien, junto con su esposo, mayordomo de la Virgen dejaron a sus herederos.
   María Antonia G. de Gúzman recibió el lotecillo de aldea Cumplida, los solariegos de 
Motril
 y Farfán, con la heredad del Castillejo, un solar comprado en tiempo de sus abuelos, más 1/5 la aldea de Barcarola y la Quinta de Frescoso cerca de Granada. No se tienen más noticias de propiedades.
   María Micaela, recibió de su abuela la casa de Buenavista con todos sus derechos y pertenencias salvo lo que fue la tierra y la casa de su hermano Manuel, o las propiedades de María Antonia, hay que añadir lo que compró a su hermano José, le correspondía también algunas tierras en la villa de Tudasca pero para hacerse con las costas y otras obligaciones vendió 2/5 que la correspondían en la aldea de Barcarola y una casa en 
Córdoba
 llamada de Valdeperros. Es mencionada en su testamento y repartición de su herencia entre sus dos hijos María Antonia y Francisco Javier.
   José G. de Gúzman y Molina. No participó en el reparto ya que había vendido sus bienes a su hermana María Micaela.
   Antonia de Gúzman y de Roldan es mencionada en el testamento de su tío Cristóbal, viudo de Francisca de Guzmán en 1849.
```